# 徳島県消防学校

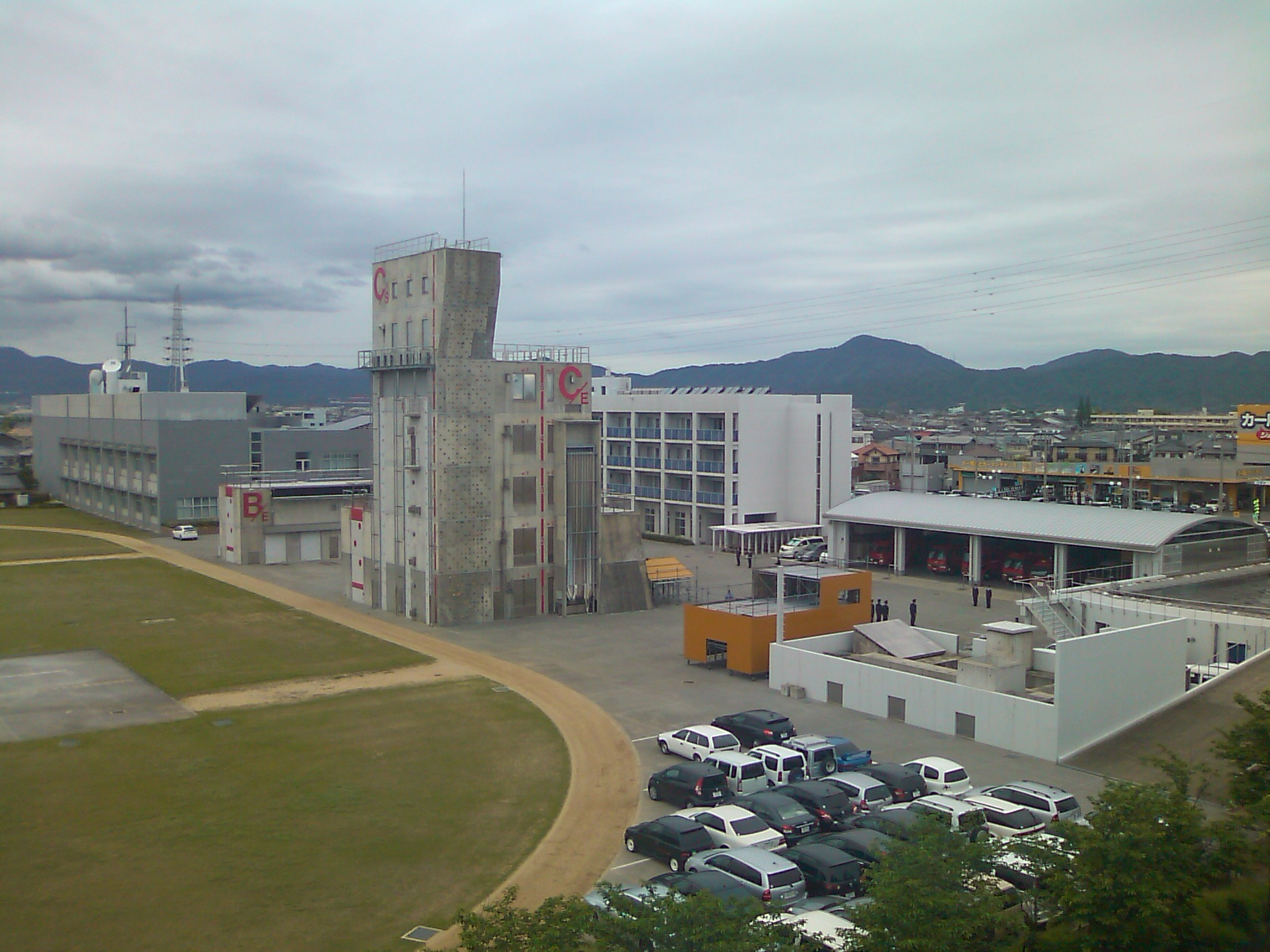
徳島県消防学校

徳島県消防学校（とくしまけんしょうぼうがっこう）は、徳島県板野郡北島町にある消防学校である。徳島県立防災センターが併設されている。

## 沿革
- 1954年（昭和29年）01月29日 - 徳島県消防訓練所を徳島市幸町3丁目の徳島県消防協会内に設置。
- 1964年（昭和39年）04月01日 - 徳島県消防訓練所を廃止、徳島県消防学校を設置。
- 1964年（昭和39年）07月01日 - 徳島市城東町2丁目に徳島県消防学校を開校。
- 2004年（平成16年）04月01日 - 機構改革により、防災局消防防災課の出先機関となり、徳島市城東町から現在の北島町鯛浜に移転[1]。

## 施設
- 本館（徳島県立防災センター併設）
  - 大教室、普通教室（2室）、理化学教室、講堂、職員室等
  - 床面積：2,026m2

座標: 北緯34度6分47.96秒 東経134度32分38.45秒 / 北緯34.1133222度 東経134.5440139度
- 宿泊棟
  - 最大宿泊数：男性80人、女性8人
  - 食堂、自主活動室、浴室等
  - 床面積：1,795m2

- 消防訓練施設
  - A塔（空気充填室、倉庫等）、B塔（訓練用煙道、燃焼実験室、倉庫等）、C塔（山岳救助訓練壁、消火・救助活動訓練室等）　
  - 床面積：計837m2

- 倒壊建物等救助訓練施設

- 水難救助訓練施設
  - 25mプール（水深3m）、訓練監視室等

- 屋外訓練施設
  - 400mトラック
  - 60t訓練用水槽2基、訓練用消火栓等
  - 臨時ヘリポート

- 水防訓練施設
  - 水防工法訓練用堤防、訓練用砂置場

- 体育館
  - 屋内集配施設、屋内訓練場、体力錬成施設
  - 床面積：1,354m2

- 車庫　
  - 消防車両収容、訓練用車載機材収納棚
  - 床面積：549m2

## 交通
- JR高徳線吉成駅より川内(北島)方面へ車で約5分[2]。
- 徳島バスグリーンタウン線・立道線・鍛冶屋原線(住吉経由)・北島藍住線、応神ふれあいバスフジグラン前バス停下車、徒歩約5分。徳島バス鳴門線(老門経由)日清紡前バス停下車、徒歩約15分。
- 徳島自動車道藍住ICより車で約10分。高松自動車道板野ICより車で約20分。鳴門ICより車で約15分。